# Бенджані Мваруварі
Бенджані Мваруварі (англ. Benjani Mwaruwari, нар. 13 серпня 1978, Булавайо), відомий просто як Бенджані — зімбабвійський футболіст, що грав на позиції  нападника за низку європейських команд, зокрема англійських, а також за національну збірну Зімбабве.
Дворазовий володар Кубка Франції.

## Клубна кар'єра
Народився 13 серпня 1978 року в місті Булавайо. Займався футболом на батьківщині за команди «Лулу Роверз» і «Ейр Зімбабве Джетс», а 1998 року перейшов до молодіжної команди південноафриканського «Джомо Космос».
За рік, у 1999 дебютував на дорослому рівні за головну команду того ж «Джомо Космос», де за два сезони у 45 матчах чемпіонату забив 20 голів.
2001 року результативного нападника запросив до свої лав швейцарський «Грассгоппер», за який зімбабвієць провів наступний сезон на правах оренди. Попри те, що за швейцарську команду йому вдалося відзначитись забитим голом лише одного разу за 16 проведених матчів, габаритний форвард потрапив до сфери інтересів французького «Осера». Французький етап кар'єри Бенджані розпочався вдало, оскільки через травму Джибріля Сіссе він відразу ж отримав місце у стартовому складі команди і досить регулярно забивав. Утім після повного відновлення Сіссе програв йому конкуренцію за місце єдиного нападника у тактичній схемі «Осера» і в сезоні 2003/04 майже не грав. Знову став основним нападником команди, коли Сіссе її залишив.
У січні 2006 року за більш ніж 4 мільйони фунтів перейшов до «Портсмута», ставши третім зімбабвійцем в історії англійської Прем'єр-ліги після голкіпера Брюса Гроббелара і нападника Пітера Ндлову. Після досить тривалого періоду адаптації до нового чемпіонату, коли Бенджані регулярно отримував ігровий час, проте не відзначався результативністю, у першій половині сезону 2007/08 він видав надзвичайно успішну серію з 23 ігор Прем'єр-ліги, в яких забив 12 голів.
5 лютого 2008 року нападник уклав контракт на 2,5 роки з «Манчестер Сіті», який сплатив за трансфер 3,87 мільйони фунтів. До завершення сезону 2007/08 встиг відіграти 13 матчів у чемпіонаті і тричі забити, але у подольшому його виходи на поле у формі «Сіті» стали епізодичними. Останні півроку контракту з манчестерським клубом він провів в оренді у складі «Сандерленда».
Згодом без особливих успіхів провів по одному сезону за «Блекберн Роверз» і «Портсмут», після чого 2012 року повернувся до ПАР, ставши гравцем місцевого «Чиппа Юнайтед».
Останнім клубом у професійній ігровій кар'єрі Бенджані став південноафриканський «Бідвест Вітс», за який він грав протягом 2013–2014 років.

## Виступи за збірну
1999 року дебютував в офіційних матчах у складі національної збірної Зімбабве.
У складі збірної був учасником Кубка африканських націй 2006 року, де його команда не подолала груповий етап, а сам Бенджані став єдиним автором забитого на турнірі гола серед гравців Зімбабве (другий гол у їх єдиній переможній грі на Кубку забив у свої ворота ганський захисник Ісса Ахмед).
Останню гру за збірну провів у жовтні 2010 року.

## Статистика виступів

### Статистика клубних виступів
| Сезон                      | Команда                    | Чемпіонат | Чемпіонат | Чемпіонат | Національний кубок | Національний кубок | Національний кубок | Континентальні кубки | Континентальні кубки | Континентальні кубки | Інші змагання | Інші змагання | Інші змагання | Усього | Усього |
| Сезон                      | Команда                    | Ліга      | Ігор      | Голів     | Ліга               | Ігор               | Голів              | Ліга                 | Ігор                 | Голів                | Ліга          | Ігор          | Голів         | Ігор   | Голів  |
| -------------------------- | -------------------------- | --------- | --------- | --------- | ------------------ | ------------------ | ------------------ | -------------------- | -------------------- | -------------------- | ------------- | ------------- | ------------- | ------ | ------ |
| 1999–00                    | «Джомо Космос»             | ПЛ        | 15        | 7         | -                  | -                  | -                  | -                    | -                    | -                    | -             | -             | -             | 15     | 7      |
| 2000–01                    | «Джомо Космос»             | ПЛ        | 30        | 13        | -                  | -                  | -                  | -                    | -                    | -                    | -             | -             | -             | 30     | 13     |
| Усього за «Джомо Космос»   | Усього за «Джомо Космос»   |           | 45        | 20        |                    |                    |                    |                      |                      |                      |               |               |               | 45     | 20     |
| 2001–02                    | «Грассгоппер»              | A         | 16        | 1         | -                  | -                  | -                  | -                    | -                    | -                    | -             | -             | -             | 16     | 1      |
| 2002–03                    | «Осер»                     | Л1        | 27        | 7         | -                  | -                  | -                  | ЛЧ+КУЄФА             | 7+3                  | 2+0                  | -             | -             | -             | 37     | 9      |
| 2003–04                    | «Осер»                     | Л1        | 3         | 0         | -                  | -                  | -                  | -                    | -                    | -                    | -             | -             | -             | 3      | 0      |
| 2004–05                    | «Осер»                     | Л1        | 31        | 11        | -                  | -                  | -                  | КУЄФА                | 10                   | 1                    | -             | -             | -             | 41     | 12     |
| 2005-січ. 2006             | «Осер»                     | Л1        | 11        | 1         | -                  | -                  | -                  | КУЄФА                | 2                    | 0                    | -             | -             | -             | 13     | 1      |
| Усього за «Осер»           | Усього за «Осер»           |           | 72        | 19        |                    |                    |                    |                      | 22                   | 3                    |               |               |               | 94     | 22     |
| січ.-черв. 2006            | «Портсмут»                 | ПЛ        | 16        | 1         | -                  | -                  | -                  | -                    | -                    | -                    | -             | -             | -             | 16     | 1      |
| 2006–07                    | «Портсмут»                 | ПЛ        | 31        | 6         | КА                 | 2                  | 0                  | -                    | -                    | -                    | -             | -             | -             | 33     | 6      |
| 2007-січ. 2008             | «Портсмут»                 | ПЛ        | 23        | 12        | КА                 | 1                  | 0                  | -                    | -                    | -                    | -             | -             | -             | 24     | 12     |
| Усього за «Портсмут»       | Усього за «Портсмут»       |           | 70        | 19        |                    | 3                  | 0                  |                      |                      |                      |               |               |               | 73     | 19     |
| січ.-черв. 2008            | «Манчестер Сіті»           | ПЛ        | 13        | 3         | -                  | -                  | -                  | -                    | -                    | -                    | -             | -             | -             | 13     | 3      |
| 2008–09                    | «Манчестер Сіті»           | ПЛ        | 8         | 1         | -                  | -                  | -                  | КУЄФА                | 4                    | 2                    | -             | -             | -             | 12     | 3      |
| 2009-січ. 2010             | «Манчестер Сіті»           | ПЛ        | 2         | 0         | КА+КФЛ             | 2+2                | 1+0                | -                    | -                    | -                    | -             | -             | -             | 6      | 1      |
| Усього за «Манчестер Сіті» | Усього за «Манчестер Сіті» |           | 23        | 4         |                    | 4                  | 1                  |                      | 4                    | 2                    |               |               |               | 31     | 7      |
| січ.-черв. 2010            | «Сандерленд»               | ПЛ        | 8         | 0         | -                  | -                  | -                  | -                    | -                    | -                    | -             | -             | -             | 8      | 0      |
| 2010–11                    | «Блекберн Роверз»          | ПЛ        | 18        | 3         | КФЛ                | 1                  | 0                  | -                    | -                    | -                    | -             | -             | -             | 19     | 3      |
| Усього за кар'єру          | Усього за кар'єру          |           | 252       | 67        |                    | 8                  | 1                  |                      | 26                   | 5                    |               |               |               | 286    | 72     |

## Титули і досягнення
- Володар Кубка Франції (2):

«Осер»: 2002-2003, 2004-2005